# Mathieu Terrasson
Mathieu Terrasson est un jurisconsulte, parent de la famille Terrasson, né à Lyon le 13 août 1669 et mort à Paris le 30 septembre 1734. 
Il vint étudier le droit à Paris, où il exerça avec un grand éclat la profession d'avocat en 1691. Forcé par sa faible santé de renoncer bientôt à la plaidoirie, il devint avocat consultant et censeur royal. Il fut associé pendant plusieurs années au travail du Journal des Savans. 

## Œuvres
Les Œuvres de Mathieu Terrasson ont été publiées à Paris (1737, in-4°), Elles consistent en plaidoiries, consultations, mémoires, etc. Plusieurs de ses discours ont été insérés dans les Annales du barreau français et dans le Barreau français. On trouve dans les Œuvres de Claude Henrys (1772, 4 vol. in-fol.) des remarques de Matthieu Terrasson. 

## Source
« Mathieu Terrasson », dans Pierre Larousse, Grand dictionnaire universel du XIXe siècle, Paris, Administration du grand dictionnaire universel, 15 vol., 1863-1890 [détail des éditions].